# Bauhinia kostermansii
Bauhinia kostermansii là một loài thực vật có hoa trong họ Đậu. Loài này được K.Larsen & S.S.Larsen miêu tả khoa học đầu tiên.